# Anolis ruizii
Anolis ruizii — вид ігуаноподібних ящірок родини анолісових (Dactyloidae). Ендемік Колумбії.

## Поширення і екологія
Anolis ruizii відомі з кількох місцевостей, розташованих на східних схилах Східного хребта Колумбійських Анд в департаментах Бояка і Касанаре (Ла-Саліна). Вони живуть у вологих гірських тропічних лісах, спостегаються на стовбурах дерев та серед папоротей, на висоті від 0,7 до 1,8 м над землею. Зустрічаються на висоті від 1500 до 2000 м над рівнем моря.

## Збереження
МСОП класифікує цей вид такий, що перебуває під загрозою зникнення. Anolis ruizii загрожує знищення природного середовища.